# アンドレ・ラッシュ
アンドレ・ラッシュ（Andre Rush、1974年9月7日 - ）は、アメリカ合衆国の有名シェフであり、退役軍人。
ラッシュはホワイトハウスで4つの政権のシェフとして働いた。
アメリカ陸軍の元軍曹であるラッシュは、大きな上腕二頭筋と体格で注目を集めた。

## 人物
ラッシュはミシシッピ州コロンバスで育った。彼はコロンバスのリー高校でランニングバックのポジションでグリッドアイアンフットボールをプレイした。ラッシュはセントラルテキサス大学でホテルレストラン管理の準学士号を、スタッフォード大学で準学士号を取得した。1993年に米陸軍に現役で入隊。1997年 からホワイトハウスで料理を始めた。ラッシュはビル・クリントン、ジョージ・W・ブッシュ、バラク・オバマ、ドナルド・トランプの大統領政権を料理で仕えたと同時に国防総省で働いていた。